# Pieni-Saamainen
Pieni-Saamainen är en sjö i kommunen Leppävirta i landskapet Norra Savolax i Finland. Sjön ligger 82,2 meter över havet. Den är 12,9 meter djup. Arean är 95 hektar och strandlinjen är 8,62 kilometer lång. Sjön  ingår i Vuoksens huvudavrinningsområde.   Den ligger omkring 27 kilometer söder om Kuopio och omkring 310 kilometer nordöst om Helsingfors. 
I sjön finns ön Nuottisaari. Pieni-Saamainen ligger norr om Saamainen. 